# Antonio Abondio

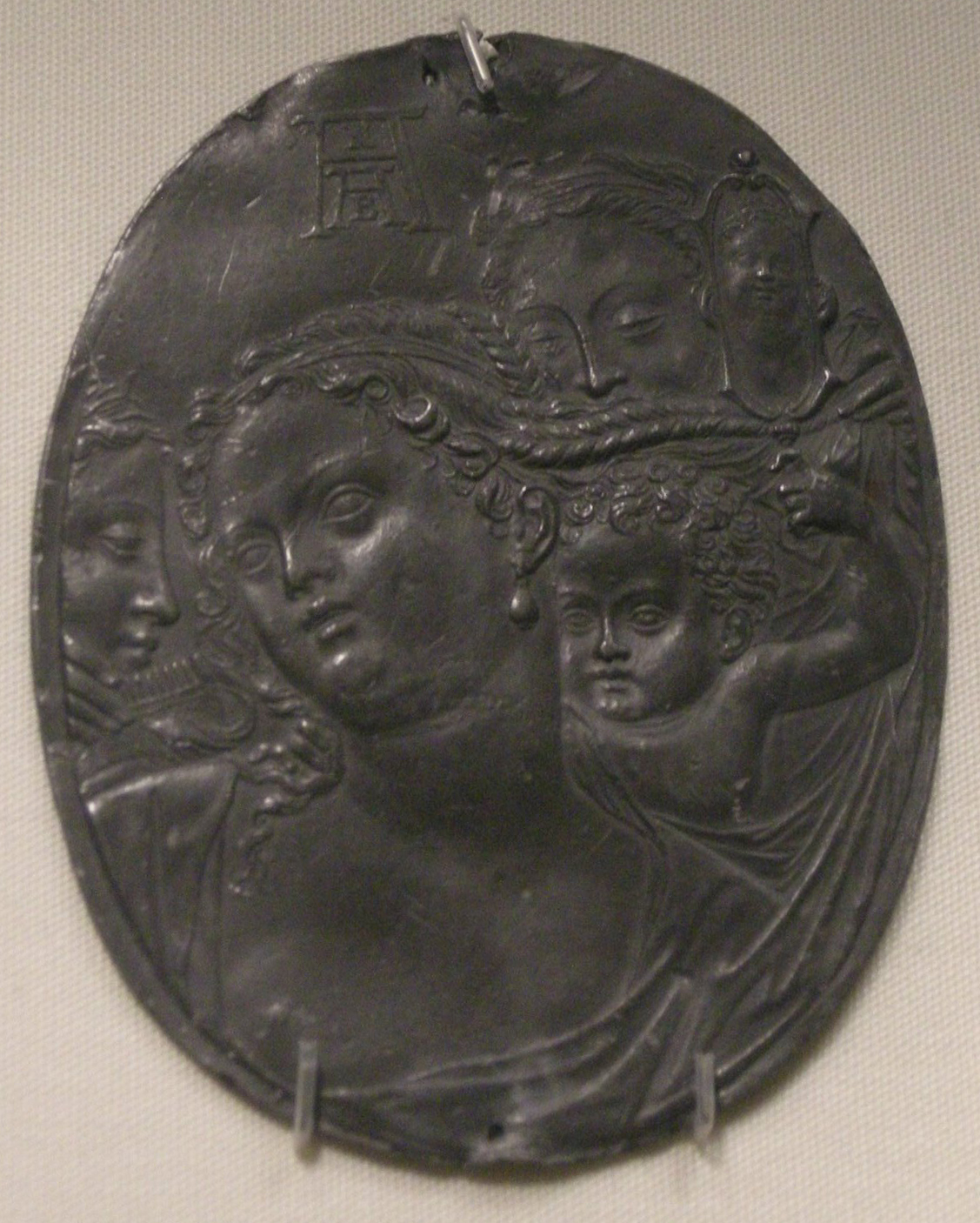
Toeletta di Venere, placchetta del 1587

Antonio Abondio (Riva del Garda, 1538 – Vienna, 3 maggio 1591) è stato un medaglista e ceroplasta italiano.

## Biografia
Figlio di Antonio Abondio detto l'Ascona (morto nel 1578), originario di Ascona, fu padre di Alessandro Abondio.
Svolse la sua attività in Italia dal 1552 al 1565, in seguito lavorò in Austria, nei Paesi Bassi, in Spagna e Baviera per gli imperatori del Sacro Romano Impero e in particolare per Massimiliano II e Rodolfo II. A Praga fu incaricato della realizzazione delle medaglie di corte.
Realizzò medaglie e ritratti di personaggi illustri, seguendo un modello classicheggiante. Si ispirò all'opera di Leone Leoni, di cui presumibilmente fu allievo, ma anche alla scuola di Reggio Emilia di Giambattista Cambi, detto il Bombarda, Alessandro Vittoria e Pastorino de' Pastorini.
Nel 1577 fu incaricato dall'Imperatore Rodolfo II di produrre la monetazione del nuovo regno e quindi ritrasse i potenti del momento e alcuni personaggi della famiglia imperiale e della corte. Le sue medaglie, caratterizzate da una composizione armoniosa e dal modellato non privo di giochi luministici, ebbero una notevole influenza sull'arte austriaca e tedesca in generale. Lavorò anche in Spagna.
Pregevoli sono anche i suoi numerosi pezzi in cera colorata.
Artista da non confondere con due artisti che portano lo stesso nome: suo padre detto l'Ascona e lo Scarpagnino (1465/1470-1549) architetto d'origine lombarda che lavorò molto a Venezia (ricostruzione del Fondaco dei Tedeschi, la Scala d'Oro a Palazzo Ducale, nelle Fabbriche vecchie di Rialto, nella chiesa di San Sebastiano e alla Scuola Grande di San Rocco).